# Nekrolog Dezember 2016
Nekrolog
◄◄
| ◄
| 2012
| 2013
| 2014
| 2015
| 2016 | 2017 | 2018 | 2019 | 2020 | ►
Januar |
Februar |
März |
April |
Mai |
Juni |
Juli |
August |
September |
Oktober |
November |
Dezember 2016
Weitere Ereignisse | Allgemeiner Nekrolog 2016
Die Beschreibung der verstorbenen Person sollte so kurz wie möglich gehalten sein und nur deren signifikante Tätigkeit(en) enthalten.
Neue Namen ggf. auch unter dem Geburts- und Sterbedatum, also etwa unter 1. Januar und im Geburts- und Sterbejahr (2024) eintragen (nur bei entsprechender großer Wichtigkeit). Für Beispiele siehe die schon vorhandenen Artikel.
Außerdem über die fünf zuletzt Verstorbenen, zu denen es einen ausreichend guten Artikel für eine Präsentation auf der Hauptseite gibt, nach der todesbedingten Überarbeitung der Artikel ggf. auch unter Wikipedia Diskussion:Hauptseite informieren und sie am besten auch in den anderen Wikipedia-Sprachversionen eintragen. Tipp: Regelmäßig bei news.google.de nach „ist tot“, „gestorben“ oder „verstorben“ suchen.
Wenn eine Person gestorben ist, gibt es viele Seiten zu dieser Person in der Wikipedia, die davon auch betroffen sind und entsprechend aktualisiert werden müssen. Beispiele: Namenübersichtsseite, Geburtsjahr, Geburtsort-Seiten und viele mehr.
Wie finde ich die betroffenen Seiten?
Im Suchfeld auf der linken Seite gibt man den Suchbegriff so ein: „Vorname Nachname“. Dann klickt man auf Volltext und alle Seiten mit entsprechendem Suchtext werden aufgerufen. Hier sieht man dann schnell, wo auch das Todesjahr Sinn macht oder sogar ein Teil des Artikels angepasst werden muss. Auch hilft das „Werkzeug“ auf der linken Seite sehr gut, um solche Seiten aufzufinden: „Links auf diese Seite“. Somit ist die Wikipedia wieder aktuell in allen Bereichen! Hinweis: bei Eintragung der Kategorie „Gestorben JAHR“ wird der Missbrauchsfilter 49 ausgelöst, was jedoch nicht schlimm ist. Siehe: Spezial:Missbrauchsfilter/49
Dies ist eine Liste von im Dezember 2016 verstorbenen bekannten Persönlichkeiten. Die Einträge erfolgen innerhalb der einzelnen Daten alphabetisch sortiert. Tiere sind im Nekrolog für Tiere zu finden.

## Dezember
| Tag          | Name                                   | Beruf, bekannt als                                                                  | Alter | Beleg |
| ------------ | -------------------------------------- | ----------------------------------------------------------------------------------- | ----- | ----- |
| 31. Dezember | James S. Ackerman                      | US-amerikanischer Architekturhistoriker                                             | 97    |       |
| 31. Dezember | Karel Bělohoubek                       | tschechischer Komponist und Dirigent                                                | 74    |       |
| 31. Dezember | William Christopher                    | US-amerikanischer Schauspieler                                                      | 84    |       |
| 31. Dezember | Henning Christophersen                 | dänischer Politiker                                                                 | 77    |       |
| 31. Dezember | Peter Fernando                         | indischer Erzbischof                                                                | 77    |       |
| 31. Dezember | Stefan Hörner                          | deutscher Historiker                                                                | 55    |       |
| 31. Dezember | Martin Naylor                          | britischer Bildhauer                                                                | 72    |       |
| 31. Dezember | Wolfgang Purgahn                       | deutscher Fußballspieler                                                            | 84    |       |
| 31. Dezember | Dmitri Romanow                         | russischer Adliger                                                                  | 90    |       |
| 31. Dezember | Dietz-Werner Steck                     | deutscher Schauspieler                                                              | 80    |       |
| 31. Dezember | Barbara Weiss                          | deutsche Galeristin                                                                 | 56    |       |
| 30. Dezember | Mohamed Diab al-Attar                  | ägyptischer Fußballspieler                                                          | 90    |       |
| 30. Dezember | Wolf Barth                             | deutscher Mathematiker                                                              | 74    |       |
| 30. Dezember | Hajo Bücken                            | deutscher Spieleautor                                                               | 72    |       |
| 30. Dezember | Wilfried Daim                          | österreichischer Psychologe und Schriftsteller                                      | 93    |       |
| 30. Dezember | Thomas Ludger Dupré                    | US-amerikanischer Bischof                                                           | 83    |       |
| 30. Dezember | John Edmondson                         | US-amerikanischer Komponist                                                         | 83    |       |
| 30. Dezember | Gerhard Fitzinger                      | österreichischer Komponist und Musikpädagoge                                        | 69    |       |
| 30. Dezember | Alfred Günthner                        | österreichischer Fußballspieler                                                     | 80    |       |
| 30. Dezember | George Kosana                          | US-amerikanischer Schauspieler                                                      | 81    |       |
| 30. Dezember | Josef Krainer junior                   | österreichischer Politiker                                                          | 86    |       |
| 30. Dezember | Jacques Kuhn                           | Schweizer Unternehmer                                                               | 97    |       |
| 30. Dezember | Max Martin                             | Schweizer Archäologe                                                                | 77    |       |
| 30. Dezember | Justo Mullor García                    | spanischer Erzbischof                                                               | 84    |       |
| 30. Dezember | Shirley Neil Pettis                    | US-amerikanische Politikerin                                                        | 92    |       |
| 30. Dezember | Jacques Schols                         | niederländischer Jazzmusiker                                                        | 81    |       |
| 30. Dezember | Huston Smith                           | US-amerikanischer Religionswissenschaftler                                          | 97    |       |
| 30. Dezember | Allan Williams                         | britischer Musikmanager und Musikclubbesitzer                                       | 86    |       |
| 30. Dezember | Tyrus Wong                             | US-amerikanischer Zeichner                                                          | 106   |       |
| 29. Dezember | Raymond Burki                          | Schweizer Pressezeichner, Karikaturist und Illustrator                              | 67    |       |
| 29. Dezember | Laurie Carlos                          | US-amerikanische Performancekünstlerin, Schauspielerin und Intendantin              | 67    |       |
| 29. Dezember | Keion Carpenter                        | US-amerikanischer American-Football-Spieler                                         | 39    |       |
| 29. Dezember | L. Eric Cross                          | britisch-US-amerikanischer Ingenieurwissenschaftler                                 | 93    |       |
| 29. Dezember | LaVell Edwards                         | US-amerikanischer American-Football-Spieler und -Trainer                            | 86    |       |
| 29. Dezember | Néstor Gonçalves                       | uruguayischer Fußballspieler und -trainer                                           | 80    |       |
| 29. Dezember | Ferdy Kübler                           | Schweizer Radrennfahrer                                                             | 97    |       |
| 29. Dezember | Marianne Kühn-Berger                   | deutsche Modejournalistin, Designerin und Malerin                                   | 89    |       |
| 29. Dezember | Roger Leiner                           | luxemburgischer Zeichner und Karikaturist                                           | 61    |       |
| 29. Dezember | Maria Lindenmeier                      | deutsche Politikerin                                                                | 93    |       |
| 29. Dezember | Hans Mohr                              | deutscher Biologe und Autor                                                         | 86    |       |
| 29. Dezember | Norman Rimmington                      | englischer Fußballspieler                                                           | 93    |       |
| 29. Dezember | William Salice                         | italienischer Erfinder                                                              | 83    |       |
| 29. Dezember | Gustav Schmidt                         | deutscher Kanute                                                                    | 90    |       |
| 29. Dezember | Jack L. Stahl                          | US-amerikanischer Politiker                                                         | 82    |       |
| 29. Dezember | Peter Tamm                             | deutscher Verlagsmanager                                                            | 88    |       |
| 28. Dezember | Gregorio Álvarez                       | uruguayischer General und Politiker                                                 | 91    | [ 1 ] |
| 28. Dezember | Pierre Barouh                          | französischer Komponist                                                             | 82    |       |
| 28. Dezember | Karin Bornkamm                         | deutsche Kirchenhistorikerin und Theologin                                          | 88    |       |
| 28. Dezember | Aloys Butzkamm                         | deutscher Theologe, Priester, Psychologe und Kunsthistoriker                        | 81    |       |
| 28. Dezember | Michel Déon                            | französischer Schriftsteller                                                        | 97    |       |
| 28. Dezember | Lew Gorkow                             | russisch-US-amerikanischer Physiker                                                 | 87    |       |
| 28. Dezember | Julij Harbusow                         | sowjetisch-ukrainischer Science-Fiction-Schriftsteller, Übersetzer                  | 75    |       |
| 28. Dezember | Markus Kennerknecht                    | deutscher Politiker                                                                 | 46    | [ 2 ] |
| 28. Dezember | Knut Kiesewetter                       | deutscher Liedermacher und Jazzmusiker                                              | 75    |       |
| 28. Dezember | Sunderlal Patwa                        | indischer Politiker                                                                 | 92    |       |
| 28. Dezember | Debbie Reynolds                        | US-amerikanische Schauspielerin                                                     | 84    |       |
| 28. Dezember | Édgar Robles                           | paraguayischer Fußballspieler                                                       | 39    |       |
| 28. Dezember | Jean-Christophe Victor                 | französischer Politikwissenschaftler und Fernsehmoderator                           | 69    |       |
| 27. Dezember | Ernst Anders                           | deutscher Chemiker                                                                  | 74    |       |
| 27. Dezember | Walter Beier                           | deutscher Biophysiker                                                               | 91    |       |
| 27. Dezember | Karl Oskar Blase                       | deutscher Grafiker und Hochschullehrer                                              | 91    |       |
| 27. Dezember | Anthony Cronin                         | irischer Schriftsteller                                                             | 88    |       |
| 27. Dezember | Ivo Frithjof Fischer                   | österreichischer Mediziner                                                          | 89    |       |
| 27. Dezember | Carrie Fisher                          | US-amerikanische Schauspielerin                                                     | 60    |       |
| 27. Dezember | Claude Gensac                          | französische Schauspielerin                                                         | 89    |       |
| 27. Dezember | Horst Göhlich                          | deutscher Ingenieurwissenschaftler                                                  | 90    |       |
| 27. Dezember | Betty-Jean Hagen                       | kanadische Geigerin und Musikpädagogin                                              | 86    |       |
| 27. Dezember | Robert Löffler                         | österreichischer Journalist                                                         | 85    |       |
| 27. Dezember | Manuel Moreno                          | spanischer Flamenco-Tänzer und Tanzlehrer                                           | 75    |       |
| 27. Dezember | Hans Tietmeyer                         | deutscher Ökonom                                                                    | 85    |       |
| 27. Dezember | Efthymios Warlamis                     | österreichischer Künstler                                                           | 74    |       |
| 27. Dezember | Ratnasiri Wickremanayake               | sri-lankischer Politiker                                                            | 83    |       |
| 26. Dezember | Ulrich Albrecht                        | deutscher Politikwissenschaftler                                                    | 75    |       |
| 26. Dezember | Kyriakos Amiridis                      | griechischer Diplomat                                                               | 59    |       |
| 26. Dezember | Hans Bernheimer                        | österreichischer Neurologe                                                          | 86    |       |
| 26. Dezember | Jaume Camprodon i Rovira               | spanischer Bischof                                                                  | 90    |       |
| 26. Dezember | Oskar Fehrenbach                       | deutscher Journalist                                                                | 93    |       |
| 26. Dezember | Horst Förther                          | deutscher Politiker                                                                 | 66    |       |
| 26. Dezember | Frances Gabe                           | US-amerikanische Erfinderin und Künstlerin                                          | 101   |       |
| 26. Dezember | Ricky Harris                           | US-amerikanischer Schauspieler                                                      | 54    |       |
| 26. Dezember | József Katona                          | ungarischer Schwimmer                                                               | 75    |       |
| 26. Dezember | Claus-Peter Kedenburg                  | deutscher Pharmazeut                                                                | 81    |       |
| 26. Dezember | Seth J. McKee                          | US-amerikanischer General                                                           | 100   |       |
| 26. Dezember | Peter C. Nowell                        | US-amerikanischer Pathologe und Krebsforscher                                       | 88    |       |
| 26. Dezember | Elvio Porta                            | italienischer Autor und Filmregisseur                                               | 71    |       |
| 26. Dezember | Michael Roman                          | US-amerikanischer Grafikdesigner                                                    |       |       |
| 26. Dezember | Barbara Tarbuck                        | US-amerikanische Schauspielerin                                                     | 74    |       |
| 25. Dezember | Ağaxan Abdullayev                      | aserbaidschanischer Mughamsänger und Musikpädagoge                                  | 66    |       |
| 25. Dezember | Aschot Anastassjan                     | armenischer Schachspieler                                                           | 52    |       |
| 25. Dezember | Sibylle Boden-Gerstner                 | deutsche Kostümbildnerin                                                            | 96    |       |
| 25. Dezember | Waleri Chalilow                        | russischer Dirigent und Komponist                                                   | 64    |       |
| 25. Dezember | Elisha Efrat                           | israelischer Geograph                                                               | 87    |       |
| 25. Dezember | Sandra Giles                           | US-amerikanische Schauspielerin                                                     | 84    |       |
| 25. Dezember | Jelisaweta Glinka                      | russische Ärztin                                                                    | 54    |       |
| 25. Dezember | Roland Goeschl                         | österreichischer Künstler                                                           | 84    |       |
| 25. Dezember | Karl Golser                            | italienischer Bischof                                                               | 73    |       |
| 25. Dezember | Anton Gubankow                         | russischer Journalist und Beamter                                                   | 51    |       |
| 25. Dezember | Dieter Janz                            | deutscher Mediziner                                                                 | 96    |       |
| 25. Dezember | George Michael                         | britischer Sänger, Komponist, Musiker und Musikproduzent                            | 53    |       |
| 25. Dezember | Alphonse Mouzon                        | US-amerikanischer Schlagzeuger, Posaunist und Komponist                             | 68    |       |
| 25. Dezember | Aaron Peck                             | neuseeländischer Bassist                                                            | 43    |       |
| 25. Dezember | Walter Röll                            | deutscher Germanist                                                                 | 79    |       |
| 25. Dezember | Vera Rubin                             | US-amerikanische Astronomin                                                         | 88    |       |
| 25. Dezember | Klaus Schwager                         | deutscher Kunsthistoriker                                                           | 91    |       |
| 25. Dezember | Léon Soulier                           | französischer Bischof                                                               | 92    |       |
| 25. Dezember | Eliseo Subiela                         | argentinischer Filmregisseur                                                        | 71    |       |
| 25. Dezember | Carl Weber                             | deutscher Theaterregisseur und -wissenschaftler                                     | 91    |       |
| 24. Dezember | Richard Adams                          | britischer Schriftsteller                                                           | 96    |       |
| 24. Dezember | Pape Badiane                           | französischer Basketballspieler                                                     | 36    |       |
| 24. Dezember | Joseph A. Fitzmyer                     | US-amerikanischer Theologe                                                          | 96    |       |
| 24. Dezember | Jeffrey Hayden                         | US-amerikanischer Fernsehregisseur                                                  | 90    |       |
| 24. Dezember | Felix Krivin                           | ukrainisch-israelischer Schriftsteller                                              | 88    |       |
| 24. Dezember | Rick Parfitt                           | britischer Musiker                                                                  | 68    |       |
| 24. Dezember | Gil Parrondo                           | spanischer Szenenbildner                                                            | 95    |       |
| 24. Dezember | Ernst Reinboth                         | deutscher Kurzfilmer und Maler                                                      | 81    |       |
| 24. Dezember | Edwin Reinecke                         | US-amerikanischer Politiker                                                         | 92    |       |
| 24. Dezember | Trutz Rendtorff                        | deutscher Theologe                                                                  | 85    |       |
| 24. Dezember | Graham Shimmield                       | britischer Ozeanograph und Geochemiker                                              | 58    |       |
| 24. Dezember | Liz Smith                              | britische Schauspielerin                                                            | 95    |       |
| 23. Dezember | Anis Amri                              | tunesischer Islamist und Terrorverdächtiger                                         | 24    |       |
| 23. Dezember | Joyce Appleby                          | US-amerikanische Historikerin                                                       | 87    |       |
| 23. Dezember | Jean Gagnon                            | kanadischer Bischof                                                                 | 75    |       |
| 23. Dezember | Marika Geldmacher-von Mallinckrodt     | deutsche Toxikologin                                                                | 93    |       |
| 23. Dezember | Gerd-Günther Grau                      | deutscher Chemiker und Philosoph                                                    | 95    |       |
| 23. Dezember | Robert Hinde                           | britischer Verhaltensforscher                                                       | 93    |       |
| 23. Dezember | Andrés Rivera                          | argentinischer Journalist und Schriftsteller                                        | 88    |       |
| 23. Dezember | Heinrich Schiff                        | österreichischer Cellist und Dirigent                                               | 65    |       |
| 23. Dezember | Piers Sellers                          | US-amerikanischer Astronaut                                                         | 61    |       |
| 23. Dezember | Luba Skořepová                         | tschechische Schauspielerin                                                         | 93    |       |
| 23. Dezember | William Gunther Sprecher               | US-amerikanischer Orchesterleiter und Komponist                                     | 93    |       |
| 23. Dezember | Vesna Vulović                          | jugoslawische Flugbegleiterin                                                       | 66    |       |
| 23. Dezember | Miruts Yifter                          | äthiopischer Leichtathlet                                                           | 72    |       |
| 23. Dezember | Mike Zane                              | US-amerikanischer Musiker                                                           | 57    |       |
| 22. Dezember | Carlos Averhoff                        | kubanischer Jazzsaxofonist und Musikpädagoge                                        | 69    |       |
| 22. Dezember | Egon Bischof                           | deutscher Fußballspieler                                                            | 77    |       |
| 22. Dezember | Paul Kindle                            | liechtensteinischer Politiker                                                       | 86    |       |
| 22. Dezember | Günter Klein                           | deutscher Tiermediziner und Mikrobiologe                                            | 52    |       |
| 22. Dezember | Heinrich Pfeiffer                      | deutscher Wissenschaftsmanager                                                      | 89    |       |
| 22. Dezember | Walter Ruppel                          | deutscher Dramaturg und Theaterintendant                                            | 89    |       |
| 22. Dezember | Philip Saville                         | britischer Filmregisseur                                                            | 86    |       |
| 22. Dezember | Jack Silver                            | US-amerikanischer Mathematiker                                                      | 74    |       |
| 22. Dezember | Franca Sozzani                         | italienische Journalistin und Herausgeberin                                         | 66    |       |
| 21. Dezember | Uwe Bleyl                              | deutscher Mediziner                                                                 | 80    |       |
| 21. Dezember | Deddie Davies                          | britische Schauspielerin                                                            | 78    |       |
| 21. Dezember | Sidney Drell                           | US-amerikanischer Physiker                                                          | 90    |       |
| 21. Dezember | Robert Leo Hulseman                    | US-amerikanischer Erfinder                                                          | 84    |       |
| 21. Dezember | Patricia Jean Lambrecht                | US-amerikanische Kriminalautorin                                                    | 70    |       |
| 21. Dezember | Olle Langert                           | schwedischer Maler und Bildhauer                                                    | 92    |       |
| 21. Dezember | Welington de Melo                      | brasilianischer Mathematiker                                                        | 70    |       |
| 21. Dezember | Hans Strack                            | deutscher Ingenieurwissenschaftler                                                  | 85    |       |
| 21. Dezember | Betty Loo Taylor                       | US-amerikanische Jazz-Pianistin                                                     | 87    |       |
| 20. Dezember | El Hortelano                           | spanischer Maler                                                                    | 62    |       |
| 20. Dezember | Klaus Dittmann                         | deutscher Schauspieler und Synchronsprecher                                         | 77    |       |
| 20. Dezember | Gerasimos Germanakos                   | griechischer Fußballschiedsrichter                                                  | 75    |       |
| 20. Dezember | Patrick Jenkin, Baron Jenkin of Roding | britischer Politiker                                                                | 90    |       |
| 20. Dezember | Michèle Morgan                         | französische Schauspielerin                                                         | 96    |       |
| 20. Dezember | Paul Peter Porges                      | US-amerikanischer Karikaturist und Comiczeichner                                    | 89    |       |
| 20. Dezember | Werner Stiller                         | deutscher Nachrichtendienstler und Überläufer                                       | 69    |       |
| 19. Dezember | Lionel Blue                            | britischer Rabbiner, Autor und Moderator                                            | 86    |       |
| 19. Dezember | Hugh Iltis                             | US-amerikanischer Botaniker                                                         | 91    |       |
| 19. Dezember | Andrei Karlow                          | russischer Diplomat                                                                 | 62    |       |
| 19. Dezember | Annette Karmiloff-Smith                | britische Neurowissenschaftlerin                                                    | 78    |       |
| 19. Dezember | Mix & Remix                            | Schweizer Cartoonist und Illustrator                                                | 58    |       |
| 19. Dezember | Şehmus Özer                            | türkischer Fußballspieler                                                           | 36    |       |
| 19. Dezember | Derek F. Roberts                       | britischer Anthropologe und Humanbiologe                                            | 91    |       |
| 19. Dezember | Fidel Uriarte                          | spanischer Fußballspieler                                                           | 71    |       |
| 19. Dezember | Renate von Wangenheim                  | deutsche Schauspielerin                                                             | 72    |       |
| 18. Dezember | Ken Baird                              | kanadischer Eishockeyspieler                                                        | 65    |       |
| 18. Dezember | Enrique Cirules                        | kubanischer Schriftsteller und Essayist                                             | 78    |       |
| 18. Dezember | Karl Feldmeyer                         | deutscher Journalist                                                                | 78    |       |
| 18. Dezember | Zsa Zsa Gabor                          | US-amerikanisch-ungarische Schauspielerin                                           | 99    |       |
| 18. Dezember | Peter Konlechner                       | österreichischer Museumsleiter                                                      | 80    |       |
| 18. Dezember | Franz Kraus                            | österreichischer Politiker                                                          | 89    |       |
| 18. Dezember | Hans Otto Lenel                        | deutscher Nationalökonom                                                            | 99    |       |
| 18. Dezember | George F. Madaus                       | US-amerikanischer Erziehungswissenschaftler                                         | 82    |       |
| 18. Dezember | Léo Marjane                            | französische Sängerin                                                               | 104   |       |
| 18. Dezember | Rachel Owen                            | britische Künstlerin und Hochschuldozentin                                          | 48    |       |
| 18. Dezember | Erika Pohl-Ströher                     | deutsch-schweizerische Unternehmerin und Mäzenin                                    | 97    |       |
| 18. Dezember | Anna Rothgang-Rieger                   | deutsche Politikerin                                                                | 86    |       |
| 18. Dezember | Leone Spiccia                          | australischer Chemiker                                                              | 59    |       |
| 18. Dezember | Heinz Ulzheimer                        | deutscher Leichtathlet                                                              | 90    |       |
| 18. Dezember | Siem Wellinga                          | niederländischer Fußballschiedsrichter                                              | 85    |       |
| 17. Dezember | Eric Defoort                           | belgischer Politiker                                                                | 73    |       |
| 17. Dezember | Edmond Farhat                          | libanesischer Diplomat des Vatikans                                                 | 83    |       |
| 17. Dezember | Benjamin A. Gilman                     | US-amerikanischer Politiker                                                         | 94    |       |
| 17. Dezember | Paul J. Harrison                       | kanadischer Meeresbiologe                                                           | 75    |       |
| 17. Dezember | Henry Heimlich                         | US-amerikanischer Arzt                                                              | 96    |       |
| 17. Dezember | William H. Hudnut                      | US-amerikanischer Politiker                                                         | 84    |       |
| 17. Dezember | Heinz Kreutz                           | deutscher Maler                                                                     | 92    |       |
| 17. Dezember | Wolfgang Mewes                         | deutscher Betriebswirt und Sozialforscher                                           | 92    |       |
| 17. Dezember | Anne Ranasinghe                        | sri-lankische Schriftstellerin deutscher Herkunft                                   | 91    |       |
| 17. Dezember | Fritz Riha                             | österreichischer Schriftsteller und Kabarettist                                     | 94    |       |
| 16. Dezember | Markus Häusling                        | deutscher Paratriathlet                                                             | 45    |       |
| 16. Dezember | Andreas Jacob                          | deutscher Zoologe und Zoodirektor                                                   | 66    |       |
| 16. Dezember | Jigme Dorje Palbar Bista               | nepalesischer Monarch                                                               | 86    |       |
| 16. Dezember | Wadim Loginow                          | sowjetischer Politiker und Diplomat                                                 | 89    |       |
| 16. Dezember | Faina Melnik                           | sowjetische Leichtathletin                                                          | 71    |       |
| 16. Dezember | Raúl Legnani                           | uruguayischer Journalist                                                            | ?     |       |
| 16. Dezember | Gottfried Tröger                       | deutscher Politiker                                                                 | 81    |       |
| 16. Dezember | James H. Williams                      | US-amerikanischer Politiker                                                         | 90    |       |
| 16. Dezember | Paul Wünsche                           | deutscher Politiker                                                                 | 94    |       |
| 15. Dezember | Chuck Allen                            | US-amerikanischer American-Football-Spieler                                         | 77    |       |
| 15. Dezember | Dieter Henkel                          | deutscher Schauspieler                                                              | 83    |       |
| 15. Dezember | Osiride Pevarello                      | italienischer Schauspieler und Stuntman                                             | 96    |       |
| 15. Dezember | Craig Sager                            | US-amerikanischer Sportreporter                                                     | 65    |       |
| 15. Dezember | Dave Shepherd                          | britischer Jazz-Klarinettist                                                        | 87    |       |
| 15. Dezember | Eckart Spoo                            | deutscher Journalist und Publizist                                                  | 79    |       |
| 14. Dezember | Paulo Evaristo Arns                    | brasilianischer Kardinal                                                            | 95    |       |
| 14. Dezember | Susan Christopherson                   | US-amerikanische Regionalwissenschaftlerin und Geographin                           | 69    |       |
| 14. Dezember | Stephen Fienberg                       | kanadisch-US-amerikanischer Statistiker                                             | 74    |       |
| 14. Dezember | Bernard Fox                            | britischer Schauspieler                                                             | 89    |       |
| 14. Dezember | Edwin L. Goldwasser                    | US-amerikanischer Physiker                                                          | 97    |       |
| 14. Dezember | Valentina Guebuza                      | mosambikanische Unternehmerin                                                       | 36    |       |
| 14. Dezember | Karel Husa                             | tschechisch-US-amerikanischer Komponist                                             | 95    |       |
| 14. Dezember | Ronald D. S. Jack                      | britischer Anglist und Mediävist                                                    | 75    |       |
| 14. Dezember | Martha Krause-Lang                     | deutsche Sozialarbeiterin                                                           | 104   |       |
| 14. Dezember | Adolf Lettenbauer                      | deutscher Politiker                                                                 | 93    |       |
| 14. Dezember | Halfdan T. Mahler                      | dänischer Mediziner                                                                 | 93    |       |
| 14. Dezember | Hermann-Siegfried Graf zu Münster      | deutscher Banker                                                                    | 91    |       |
| 14. Dezember | Päivi Paunu                            | finnische Sängerin                                                                  | 70    |       |
| 14. Dezember | Jean-Paul Pier                         | luxemburgischer Mathematiker                                                        | 83    |       |
| 14. Dezember | Lotte Rysanek                          | österreichische Sopranistin                                                         | 92    |       |
| 14. Dezember | James C. Smith                         | US-amerikanischer Militär                                                           | 93    |       |
| 14. Dezember | Jeremy Summers                         | britischer Regisseur und Drehbuchautor                                              | 85    |       |
| 14. Dezember | Kurt Teuscher                          | deutscher Maler                                                                     | 95    |       |
| 13. Dezember | Chanoch Bartow                         | israelischer Schriftsteller und Journalist                                          | 90    |       |
| 13. Dezember | Günter Clemens                         | deutscher Schauspieler                                                              | 75    |       |
| 13. Dezember | Lawrence Colburn                       | US-amerikanischer Vietnamkriegsveteran                                              | 67    |       |
| 13. Dezember | Eduard Farthmann                       | deutscher Chirurg                                                                   | 83    |       |
| 13. Dezember | Harry Glück                            | österreichischer Architekt und Bühnenbildner                                        | 91    |       |
| 13. Dezember | Sabine Hoffmann                        | deutsche Malerin und Bildhauerin                                                    | 90    |       |
| 13. Dezember | Michael Ilg                            | deutscher Bankmanager                                                               | 51    |       |
| 13. Dezember | Betsy Pecanins                         | mexikanisch-US-amerikanisch-spanische Sängerin                                      | 62    |       |
| 13. Dezember | Thomas Schelling                       | US-amerikanischer Ökonom                                                            | 95    |       |
| 13. Dezember | David Strangway                        | kanadischer Geophysiker, Wissenschaftsorganisator und Universitätspräsident         | 82    |       |
| 13. Dezember | Alan Thicke                            | kanadischer Schauspieler                                                            | 69    |       |
| 12. Dezember | E. R. Braithwaite                      | guyanischer Schriftsteller und Diplomat                                             | 104   |       |
| 12. Dezember | Lucila Campos                          | peruanische Sängerin                                                                | 78    |       |
| 12. Dezember | Gerard Clifford                        | irischer Weihbischof                                                                | 75    |       |
| 12. Dezember | Javier Echevarría                      | spanischer Bischof                                                                  | 84    |       |
| 12. Dezember | Robert Gomer                           | US-amerikanischer Physiker und Chemiker                                             | 92    |       |
| 12. Dezember | Shirley Hazzard                        | britisch-US-amerikanische Schriftstellerin                                          | 85    |       |
| 12. Dezember | Kurt Holzmann                          | deutscher Mediziner                                                                 | 87    |       |
| 12. Dezember | Hans-Adolf Jacobsen                    | deutscher Politikwissenschaftler                                                    | 91    |       |
| 12. Dezember | Artur Liebig                           | deutscher Gebrauchsgrafiker und Buchgestalter                                       | 95    |       |
| 12. Dezember | Karl-Heinz Lippeck                     | deutscher Radrennfahrer                                                             | 79    |       |
| 12. Dezember | Jim Lowe                               | US-amerikanischer Discjockey                                                        | 93    |       |
| 12. Dezember | James Prior                            | britischer Politiker                                                                | 89    |       |
| 12. Dezember | Konrad Reuland                         | US-amerikanischer American-Football-Spieler                                         | 29    |       |
| 12. Dezember | Claus Ryskjær                          | dänischer Schauspieler                                                              | 71    |       |
| 12. Dezember | Hans-Otto Schultz                      | deutscher Fußballspieler                                                            | 95    |       |
| 12. Dezember | Poul Søgaard                           | dänischer Politiker                                                                 | 93    |       |
| 11. Dezember | Sadiq al-Azm                           | syrischer Philosoph                                                                 | 82    |       |
| 11. Dezember | Wolfgang Held                          | deutscher Schriftsteller und Übersetzer                                             | 83    |       |
| 11. Dezember | Gerd Kaimer                            | deutscher Politiker                                                                 | 90    |       |
| 11. Dezember | Bob Krasnow                            | US-amerikanischer Musikunternehmer                                                  | 82    |       |
| 11. Dezember | Lisl Kreuz                             | deutsche Malerin und Philanthropin                                                  | 93    |       |
| 11. Dezember | Trude Marzik                           | österreichische Schriftstellerin                                                    | 93    |       |
| 11. Dezember | Michael Nicholson                      | britischer Journalist                                                               | 79    |       |
| 11. Dezember | Sid O’Linn                             | südafrikanischer Cricketspieler                                                     | 89    |       |
| 11. Dezember | Marion Pritchard                       | niederländisch-US-amerikanische Psychoanalytikerin und „Gerechte unter den Völkern“ | 96    |       |
| 11. Dezember | Esma Redžepova                         | mazedonische Sängerin                                                               | 73    |       |
| 11. Dezember | Thressa Stadtman                       | US-amerikanische Biochemikerin                                                      | 96    |       |
| 11. Dezember | Walter Swinburn                        | britischer Jockey                                                                   | 55    |       |
| 11. Dezember | Chalena Vásquez                        | peruanische Musikwissenschaftlerin                                                  | 66    |       |
| 11. Dezember | Monika Willert-Porada                  | deutsche Chemieingenieurin                                                          | 61    |       |
| 10. Dezember | Peter Brabrook                         | englischer Fußballspieler                                                           | 79    |       |
| 10. Dezember | Felix Browder                          | US-amerikanischer Mathematiker                                                      | 89    |       |
| 10. Dezember | Bill Dineen                            | kanadischer Eishockeyspieler und -trainer                                           | 84    |       |
| 10. Dezember | Wolfgang Eisenmenger                   | deutscher Physiker                                                                  | 86    |       |
| 10. Dezember | A. A. Gill                             | britischer Journalist                                                               | 62    |       |
| 10. Dezember | Ken Hechler                            | US-amerikanischer Politiker                                                         | 102   |       |
| 10. Dezember | László Huzsvár                         | serbischer Bischof                                                                  | 85    |       |
| 10. Dezember | Paul Shin’ichi Itonaga                 | japanischer Bischof                                                                 | 88    |       |
| 10. Dezember | Ian McCaskill                          | britischer Fernsehmeteorologe                                                       | 78    |       |
| 10. Dezember | John Montague                          | irischer Dichter                                                                    | 87    |       |
| 10. Dezember | Georg Klein                            | ungarisch-schwedischer Zellbiologe und Krebsforscher                                | 91    |       |
| 10. Dezember | Cornelia Kühn-Leitz                    | deutsche Schauspielerin und Rezitatorin                                             | 79    |       |
| 10. Dezember | Daweli Reinhardt                       | deutscher Jazzmusiker                                                               | 84    |       |
| 10. Dezember | Alberto Seixas Santos                  | portugiesischer Filmregisseur                                                       | 80    |       |
| 10. Dezember | Willie Julian Usery                    | US-amerikanischer Politiker                                                         | 92    |       |
| 10. Dezember | Alfons Weisser                         | Schweizer Architekt                                                                 | 85    |       |
| 10. Dezember | Romano H. Zölss                        | österreichischer Orgel- und Tamburicabauer                                          | 76    |       |
| 9. Dezember  | Lawrence Demmy                         | britischer Eiskunstläufer                                                           | 85    |       |
| 9. Dezember  | Johannes Floß                          | deutscher Geistlicher und Theologe                                                  | 79    |       |
| 9. Dezember  | Franco Gallo                           | italienischer Eishockeyspieler                                                      | 72    |       |
| 9. Dezember  | Klaus-Dieter Grosser                   | deutscher Mediziner                                                                 | 83    |       |
| 9. Dezember  | Alejandro González junior              | mexikanischer Boxer                                                                 | 23    |       |
| 9. Dezember  | Norbert Kopf                           | deutscher Architekt                                                                 | 93    |       |
| 9. Dezember  | Klaus Motschmann                       | deutscher Neokonservativer und Politikwissenschaftler                               | 82    |       |
| 9. Dezember  | Jens Risom                             | dänisch-US-amerikanischer Designer                                                  | 100   |       |
| 9. Dezember  | Robert Scholes                         | US-amerikanischer Literaturwissenschaftler und Semiotiker                           | 87    |       |
| 9. Dezember  | William N. Small                       | US-amerikanischer Admiral                                                           | 89    |       |
| 9. Dezember  | Herbert Tachezi                        | österreichischer Organist, Cembalist und Komponist                                  | 86    |       |
| 9. Dezember  | Günther Wilke                          | deutscher Chemiker                                                                  | 90    |       |
| 9. Dezember  | Roland Würz                            | deutscher Verwaltungsbeamter                                                        | 77    |       |
| 8. Dezember  | Ariane Amsberg                         | niederländische Autorin und Feministin                                              | 86    |       |
| 8. Dezember  | Valdon Dowiyogo                        | nauruischer Sportler und Politiker                                                  | 48    |       |
| 8. Dezember  | John Glenn                             | US-amerikanischer Astronaut und Politiker                                           | 95    |       |
| 8. Dezember  | Lélis Lara                             | brasilianischer Bischof                                                             | 90    |       |
| 8. Dezember  | Joseph Mascolo                         | US-amerikanischer Schauspieler                                                      | 87    |       |
| 8. Dezember  | Stasys Vaitekūnas                      | litauischer Geograph                                                                | 75    |       |
| 7. Dezember  | Warren Allmand                         | kanadischer Politiker                                                               | 84    |       |
| 7. Dezember  | Ulrich van den Berg                    | deutscher Fußballspieler                                                            | 67    |       |
| 7. Dezember  | Paul Elvstrøm                          | dänischer Segler                                                                    | 88    |       |
| 7. Dezember  | Martin Franz                           | deutscher Maler und Kunstpädagoge                                                   | 88    |       |
| 7. Dezember  | Hildegard Hamm-Brücher                 | deutsche Politikerin                                                                | 95    |       |
| 7. Dezember  | Junaid Jamshed                         | pakistanischer Sänger und Prediger                                                  | 52    |       |
| 7. Dezember  | Alex Johnstone                         | britischer Politiker                                                                | 55    |       |
| 7. Dezember  | Phillip Knightley                      | australischer Journalist                                                            | 87    |       |
| 7. Dezember  | Greg Lake                              | britischer Bassist                                                                  | 69    |       |
| 7. Dezember  | Gabriel Jan Mincewicz                  | litauischer Politiker                                                               | 78    |       |
| 7. Dezember  | Hussain al-Mozany                      | irakischer Schriftsteller                                                           | 62    |       |
| 7. Dezember  | Vilma Neuwirth                         | österreichische NS-Zeitzeugin                                                       | 88    |       |
| 7. Dezember  | İsmet Sezgin                           | türkischer Politiker                                                                | 88    |       |
| 7. Dezember  | Allan Stewart                          | britischer Politiker                                                                | 74    |       |
| 7. Dezember  | Mohamed Tahar Fergani                  | algerischer Sänger und Geiger                                                       | 88    |       |
| 7. Dezember  | Walter Wierich                         | deutscher Mediziner                                                                 | 76    |       |
| 7. Dezember  | Benny Woit                             | kanadischer Eishockeyspieler                                                        | 88    |       |
| 6. Dezember  | Ehrhardt Bödecker                      | deutscher Jurist, Bankier und Buchautor                                             | 91    |       |
| 6. Dezember  | Adolf Burger                           | slowakischer Holocaust-Überlebender                                                 | 99    |       |
| 6. Dezember  | Wolf-Dietrich Großer                   | deutscher Politiker                                                                 | 88    |       |
| 6. Dezember  | Alonzo Levister                        | US-amerikanischer Musiker                                                           | 91    |       |
| 6. Dezember  | Jacky Morael                           | belgischer Politiker                                                                | 57    |       |
| 6. Dezember  | Chōnosuke Takagi                       | japanischer Judoka                                                                  | 68    |       |
| 6. Dezember  | Peter Vaughan                          | britischer Schauspieler                                                             | 93    |       |
| 5. Dezember  | Rashaan Salaam                         | US-amerikanischer American-Football-Spieler                                         | 42    |       |
| 5. Dezember  | Big Syke                               | US-amerikanischer Rapper                                                            | 48    |       |
| 5. Dezember  | Dave Edwards                           | US-amerikanischer American-Football-Spieler                                         | 76    |       |
| 5. Dezember  | Petros Fyssoun                         | griechischer Schauspieler                                                           | 83    |       |
| 5. Dezember  | J. Jayalalithaa                        | indische Schauspielerin und Politikerin                                             | 68    |       |
| 5. Dezember  | Detlef Joseph                          | deutscher Jurist                                                                    | 82    |       |
| 5. Dezember  | Karl-Heinrich Wulf                     | deutscher Mediziner                                                                 | 88    |       |
| 4. Dezember  | Helmut Brackert                        | deutscher Germanist                                                                 | 84    |       |
| 4. Dezember  | Wayne Duncan                           | australischer Popmusiker                                                            | 72    |       |
| 4. Dezember  | Gotlib                                 | französischer Comiczeichner                                                         | 82    |       |
| 4. Dezember  | Ferreira Gullar                        | brasilianischer Schriftsteller                                                      | 86    |       |
| 4. Dezember  | Radim Hladík                           | tschechischer Gitarrist                                                             | 69    |       |
| 4. Dezember  | Gabriele Kister                        | deutsche Drehbuchautorin                                                            | 69    |       |
| 4. Dezember  | Hans Walter Klein                      | deutscher Schauspieler                                                              | 74    |       |
| 4. Dezember  | Larry Muhoberac                        | US-amerikanischer Musiker                                                           | 79    |       |
| 4. Dezember  | Frank Teller                           | deutscher Heimatforscher                                                            | 51    |       |
| 4. Dezember  | Horst Wünsch                           | österreichischer Jurist und Hochschullehrer                                         | 82    |       |
| 3. Dezember  | Albert Wassiljewitsch Akatow           | sowjetischer Konteradmiral                                                          | 86    |       |
| 3. Dezember  | Billy Chapin                           | US-amerikanischer Schauspieler                                                      | 72    |       |
| 3. Dezember  | Susan Cummings                         | US-amerikanische Schauspielerin                                                     | 86    |       |
| 3. Dezember  | Herb Hardesty                          | US-amerikanischer Rhythm-and-Blues-Musiker                                          | 91    |       |
| 3. Dezember  | Austin Hunter                          | britischer Journalist                                                               | 64    |       |
| 3. Dezember  | Nadine Juillard                        | französische Fußballspielerin                                                       | 62    |       |
| 3. Dezember  | Gonzalo Parra-Aranguren                | venezolanischer Jurist                                                              | 87    |       |
| 3. Dezember  | Giovanni Orelli                        | Schweizer Schriftsteller                                                            | 88    |       |
| 3. Dezember  | Claus Rößner                           | deutscher Dirigent und Hochschullehrer                                              | 80    |       |
| 2. Dezember  | Marcus Ansorg                          | deutscher Physiker                                                                  | 45    |       |
| 2. Dezember  | Renate Axt                             | deutsche Schriftstellerin                                                           | 82    |       |
| 2. Dezember  | Jorge Canavesi                         | argentinischer Basketballtrainer                                                    | 96    |       |
| 2. Dezember  | Mark Gray                              | US-amerikanischer Musiker und Songschreiber                                         | 64    |       |
| 2. Dezember  | Samuel Lee                             | US-amerikanischer Wasserspringer                                                    | 96    |       |
| 2. Dezember  | Gisela May                             | deutsche Schauspielerin und Sängerin                                                | 92    |       |
| 2. Dezember  | Wilhelm Salber                         | deutscher Psychologe                                                                | 88    |       |
| 1. Dezember  | Don Calfa                              | US-amerikanischer Schauspieler                                                      | 76    |       |
| 1. Dezember  | Jacques Cohen                          | israelischer Schauspieler                                                           | 86    |       |
| 1. Dezember  | Edith Dallner                          | österreichische Bildhauerin, Malerin und Keramikerin                                | 76    |       |
| 1. Dezember  | Ernst Friedrich Jung                   | deutscher Diplomat                                                                  | 94    |       |
| 1. Dezember  | Jens Harms                             | deutscher Volkswirt                                                                 | 72    |       |
| 1. Dezember  | Beata Maciejewska-Welfle               | polnische Karateka                                                                  | 31    |       |
| 1. Dezember  | Joe McKnight                           | US-amerikanischer American-Football-Spieler                                         | 28    |       |
| 1. Dezember  | Micky Fitz                             | britischer Sänger                                                                   | 60    |       |
| 1. Dezember  | Nijs Korevaar                          | niederländischer Wasserballspieler                                                  | 88    |       |
| 1. Dezember  | Tino Poza                              | spanischer Maler und Kulturförderer                                                 | 57    |       |
| 1. Dezember  | Ousmane Sow                            | senegalesischer Bildhauer                                                           | 81    |       |
| 1. Dezember  | Zekarias Yohannes                      | eritreischer Bischof                                                                | 91    |       |